# 日本橋東
日本橋東（にっぽんばしひがし）は、大阪府大阪市浪速区の町名。現行行政地名は日本橋東一丁目から日本橋東三丁目。

## 地理
大阪市浪速区の東部に位置。東は日本橋3丁目から5丁目、北は中央区日本橋2丁目、南は国道25号を挟んで恵美須東、東は阪神高速1号環状線を挟んで下寺にそれぞれ接する。

## 歴史
元は、西高津新地5丁目、東成郡天王寺村のそれぞれ一部。
- 1872年（明治5年） 大阪南大組（のち南区）西高津新地5丁目を高津町五番丁に改編。
- 1873年（明治6年） 天王寺御蔵跡が南大組へ編入され、御蔵跡町が成立。
- 1897年（明治30年） 大阪市第一次市域拡張により、天王寺村の関西本線以北が大阪市南区へ編入される。
- 1900年（明治33年） 日本橋筋東1 - 2丁目、逢阪下之町が成立。
- 1923年（大正12年） 日本橋筋東1 - 2丁目、逢阪下之町の西部を北日東町、南日東町に改編。
- 1925年（大正14年） 区の新設により、北日東町、南日東町が新設の浪速区へ転属。
- 1943年（昭和18年） 区の境界変更により、南区高津町五番丁、御蔵跡町のそれぞれ南部が浪速区へ転属。
- 1944年（昭和19年） 浪速区御蔵跡町が御蔵跡南之町に改称。
- 1962年（昭和37年） 浪速区高津町五番丁の西部、御蔵跡南之町、北日東町、南日東町を日本橋東3 - 5丁目に改編。
- 1980年（昭和55年） 日本橋東3 - 5丁目の東部において日本橋東1 - 3丁目の現行住居表示を実施（西部は日本橋3 - 5丁目の一部となる）。

## 世帯数と人口
2019年（平成31年）3月31日現在の世帯数と人口は以下の通りである。
| 丁目           | 世帯数    | 人口    |
| -------------- | --------- | ------- |
| 日本橋東一丁目 | 615世帯   | 833人   |
| 日本橋東二丁目 | 359世帯   | 552人   |
| 日本橋東三丁目 | 1,033世帯 | 1,601人 |
| 計             | 2,007世帯 | 2,986人 |

### 人口の変遷
国勢調査による人口の推移。
| 1995年（平成7年）  | 2,736人 | [ 5 ] |  |
| 2000年（平成12年） | 3,041人 | [ 6 ] |  |
| 2005年（平成17年） | 2,506人 | [ 7 ] |  |
| 2010年（平成22年） | 2,849人 | [ 8 ] |  |
| 2015年（平成27年） | 3,129人 | [ 9 ] |  |

### 世帯数の変遷
国勢調査による世帯数の推移。
| 1995年（平成7年）  | 1,378世帯 | [ 5 ] |  |
| 2000年（平成12年） | 1,705世帯 | [ 6 ] |  |
| 2005年（平成17年） | 1,479世帯 | [ 7 ] |  |
| 2010年（平成22年） | 1,753世帯 | [ 8 ] |  |
| 2015年（平成27年） | 1,954世帯 | [ 9 ] |  |

## 事業所
2016年（平成28年）現在の経済センサス調査による事業所数と従業員数は以下の通りである。
| 丁目           | 事業所数  | 従業員数 |
| -------------- | --------- | -------- |
| 日本橋東一丁目 | 61事業所  | 484人    |
| 日本橋東二丁目 | 40事業所  | 421人    |
| 日本橋東三丁目 | 98事業所  | 983人    |
| 計             | 199事業所 | 1,888人  |

## 施設
- 日東公園
- 北日東ふれあい広場
- メリック日本語学校

### かつて存在した施設
- 大阪市立日東小学校 - 2017年に廃校。

## 交通

### 鉄道
最寄り駅は
大阪市高速電気軌道 (Osaka Metro) の恵美須町駅。
阪堺電車の恵美寿町駅

### 道路
高速道路
- 阪神高速1号環状線・阪神高速14号松原線
  - えびすジャンクション

国道
- 国道25号

主要地方道
- 大阪市道天神橋天王寺線（松屋町筋）

## 出身者
- 武田麟太郎 - 小説家

## その他

### 日本郵便
- 〒556-0006[3]（集配局：浪速郵便局[11]）